# Chłopowy
Chłopowy (dodatkowa nazwa w j. kaszub. Chłopòwò, niem. Kloppowo) – osada kaszubska w Polsce położona w województwie pomorskim, w powiecie chojnickim, w gminie Brusy na Zaborach i nad rzeką Niechwaszcz.
W latach 1975–1998 miejscowość administracyjnie należała do województwa bydgoskiego.